# Durval Sarmento da Rosa Borges
Durval Sarmento da Rosa Borges (Recife, 18 de agosto de 1912 - São Paulo, 10 de julho de 1999) foi um médico brasileiro.
Formou-se em medicina na Faculdade Nacional de Medicina da Universidade do Brasil e logo em seguida transferiu-se para São Paulo.
- Foi assistente da cadeira de microbiologia e imunologia aplicadas;
- Atendeu no Instituto de Aposentadoria e Pensões dos Bancários;
- Trabalhou no Hospital da Beneficência Portuguesa.

Foi o primeiro brasileiro a pisar na Antártida.
Escritor, com vários livros publicados.
Foi também pecuarista, criador de gado.

## Associações científicas
- Associação Paulista de Medicina - Dirigiu o Departamento de Previdência e criou o selo médico[2]
- Academia de Medicina de São Paulo[2]
- Rotary Club de São Paulo[2]

## Livros publicados
- Estudos sobre a Sífilis,1941
- Socialização  da  Medicina, 1943
- Seguro Social no Brasil, 1948
- Um Brasileiro na Antártida, 1959
- Amanhã pode Chover, 1978
- Nove Histórias Fantásticas e uma verdadeira, 1981
- Rio Araguaia – Corpo e Alma, 1987